# Hạt hạ nguyên tử X1835
Hạt hạ nguyên tử X1835 là hạt hạ nguyên tử mới được các nhà khoa học tại Viện Vật lý năng lượng cao (IHEP), Hàn lâm viện khoa học Trung Quốc và Đại học Hawaii phát hiện ra, trong một thí nghiệm tại máy bắn Positron Electron ở Bắc Kinh.
Tuổi thọ X1835: 10−23 giây
Theo VnExpress thì khối lượng của X1385 (1835 MeV) nặng gần gấp 2 lần proton, còn tại trang Tuổi trẻ thì lại khẳng định nhẹ gần gấp hai lần proton.